# Discipline (Janet Jackson)
Discipline è il decimo album di inediti della cantante statunitense Janet Jackson, pubblicato il 26 febbraio 2008 dalla Island Records.
L'album ha debuttato alla numero 1 della Billboard 200 negli Stati Uniti, diventando il sesto album della Jackson a debuttare in cima alla classifica, e fu il suo primo album a raggiungere la numero 1 negli Stati Uniti dopo All for You del 2001, dato che i due album precedenti si erano fermati alla numero 2. Discipline andò abbastanza bene anche in Canada, dove raggiunse la numero 3, e in Giappone e in Svizzera, dove raggiunse la 9.
Tuttavia, le vendite dell'album sono rapidamente diminuite e, a giugno, la promozione dell'album era ufficialmente terminata, portando l'artista ad abbandonare la Island Records dopo solo un album pubblicato, nonostante avesse appena firmato un contratto con l'etichetta discografica lo stesso anno.

## Descrizione

### Antefatti
La carriera di Janet Jackson aveva subito un calo nella popolarità a causa della sua performance all'Halftime Show del Super Bowl XXXVIII del 2004 quando, dopo un duetto con Justin Timberlake, rimase con un seno nudo in mondovisione creando grandi polemiche tra i mass media statunitensi con un conseguente boicottaggio della sua musica e dei suoi video da parte di molte radio e TV musicali. Pertanto gli album Damita Jo (2004) e 20 Y.O. (2006) erano stati degli insuccessi commerciali, portando l'artista ad abbandonare la Virgin Records per firmare un nuovo contratto con la Island Records.

### Produzione
Lasciata la vecchia etichetta, Janet Jackson decise, per la prima volta dal 1986, di non collaborare con i suoi produttori storici, Jimmy Jam & Terry Lewis e di non prendere parte in prima persona alla composizione dei brani, riservandosi comunque il ruolo di produttore esecutivo e selezionando personalmente i compositori; pertanto, la Jackson è stata attivamente coinvolta nella scelta del materiale che ha registrato e di chi lo avrebbe scritto e prodotto. Tra i cantautori e produttori commissionati per Discipline figuravano Rodney "Darkchild" Jerkins, Christopher "Tricky" Stewart, Ne-Yo, Terius "The-Dream" Nash e Jermaine Dupri, all'epoca compagno della cantante.
Riguardo al titolo dell'album, la cantante spiegò il suo significato al giornalista Larry King durante un'intervista al Larry King Live trasmessa sulla CNN il 28 febbraio 2008:

### Le canzoni
In questo lavoro la cantante ha cercato di ridurre il numero di canzoni con tematiche prettamente sessuali, che avevano caratterizzato invece i precedenti Damita Jo e 20 Y.O., acquisendo un atteggiamento spensierato e allegro, puntando, come ai tempi di All for You, più sull'elemento musicale che non su quello concettuale. Dopo aver iniziato con uno dei suoi tradizionali "interlude", l'album si apre col pezzo electro dance Feedback, singolo di lancio, in seguito l'LP passa da una canzone electro-funk a un'altra, LUV e Rollercoaster, ma viene fatto spazio per ritornare alle passate incursioni musicali, esplorate negli album precedenti, come l'amalgama euro-dance e R&B di Rock with U. Il disco presenta numerosi pezzi dance, come il veloce So Much Betta; una rifusione dei pezzi Daftendirekt e Technologic dei Daft Punk, contiene tracce hip hop e rhythm and blues, come il duetto con Missy Elliot The One, sonorità tradizionali della cantante; dà spazio poi a ballate, come Can't B Good, Never Letchu Go, Greatest Ex e la title track, quasi assenti nei due dischi precedenti.

### Copertina
L'album uscì con due copertine differenti a seconda delle nazioni: in entrambe compare Janet Jackson vestita con un abito in vinile nero lucido, su sfondo color argento, con la scritta "Discipline" stampata su di un lungo guanto sul braccio destro; nella versione statunitense, sull'altro guanto compare la scritta "Janet", mentre in quella europea, al nome è aggiunto il cognome "Jackson", che l'artista non utilizzava più sulla cover di un suo album sin dai tempi di Rhythm Nation del 1989.

## Promozione

### Singoli e videoclip

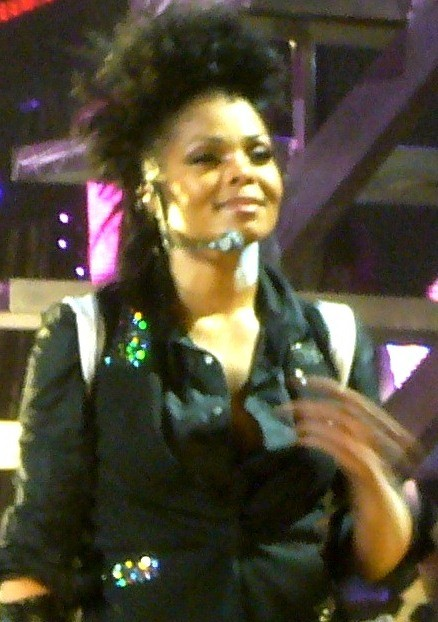
Janet Jackson nel 2008 durante la promozione dell'album con il Rock Witchu Tour

Il singolo di lancio fu Feedback, un brano electro dance dal ritmo serrato e dalle atmosfere molto cupe. Il relativo videoclip, ambientato nello spazio, nella parte iniziale ha toni virati sul nero in armonia con le tonalità dell'audio.
Entrambi furono pubblicati a dicembre 2007, due mesi prima dell'album.
Inizialmente il brano non ottenne molta attenzione, ma in seguito ad alcune esibizioni dal vivo sui canali statunitensi, conquistò la 19ª posizione nella classifica americana dei singoli. Dopo il periodo di promozione abbandonò rapidamente la vetta, ma riuscì comunque a vendere più di un milione di copie, ricevendo un Disco di platino.
Al di fuori degli Stati Uniti, invece, ebbe un successo discreto arrivando tra le prime dieci e le prime venti posizioni in molti paesi tra i quali Belgio, Canada e Giappone.
Poche settimane dopo, la Island Records avviò una strategia promozionale insolita, pubblicando a distanza di pochi giorni l'uno dall'altro ben tre singoli: Rock with U, LUV e Can't B Good. Rock with U, il secondo estratto, fu preferito dalle radio generaliste, mentre LUV e Can't B Good furono trasmessi maggiormente dalle radio rhythm and blues. L'unico dei tre brani ad essere accompagnato da un videoclip fu Rock with U, con un filmato nel quale la cantante viene ritratta in compagnia di alcuni ragazzi e ragazze, mentre esegue coreografie di danza sullo sfondo di un ambiente futuristico.
Rock with U riscosse solo un tiepido successo nelle radio europee senza beneficiare le vendite dell'album.
Negli Stati Uniti nessuno dei tre singoli ottenne buoni risultati, tantoché il disco scese a picco nella classifica totalizzando poco più di 300 000 copie in un mese, ovvero come 20 Y.O. nella sola settimana di lancio. In seguito a ciò, l'etichetta discografica decise di concludere definitivamente ogni tipo di promozione.

### Rock Witchu Tour
Sebbene la promozione dell'album fosse terminata a giugno, il 10 settembre 2008, con il supporto di Live Nation, la cantante si imbarcò nel tour promozionale nordamericano Rock Witchu Tour, il quinto tour della Jackson. Fu il suo primo tour in 7 anni, sin dai tempi dell'All for You Tour del 2001, e il suo tour più breve, con solo 17 concerti eseguiti tutti in Nord America, dato che le restanti date giapponesi ed europee vennero tutte cancellate a causa di problemi di salute della cantante e della crisi finanziaria globale.

## Accoglienza
| Recensione     | Giudizio |
| -------------- | -------- |
| Rolling Stone  |          |
| AllMusic       |          |
| Slant Magazine |          |

All'uscita dell'album la critica fu piuttosto benevola: dopo le bocciature date a Damita Jo e 20 Y.O., Rolling Stone, per esempio, scrisse che finalmente la Jackson aveva ritrovato la freschezza di un tempo dichiarando che la cantante «ha abbandonato l'R&B di plastica di 20 Y.O. del 2006 per un marchio più sexy di megapop digitalizzato». Il critico Andy Kellman di AllMusic si lamentò «sulla mancanza di saggezza della cantante quando si tratta di esprimere la sua sessualità» chiedendo simbolicamente alla Jackson, riguardo ai temi sessuali trattati nell'album, di «lasciare lo stuzzicamento e l'esplicità alle adolescenti e alle giovani ventenni», ma lodò invece canzoni come Never Letchu Go, LUV, Rollercoaster e Can't B Good che il critico definisce «innocenti, universali e invitanti come qualsiasi altra cosa nel passato di Janet». Slant Magazine dichiarò che l'album «è tutt'altro che disciplinato, ma è anche l'album più coeso di Janet da un po' di tempo a questa parte», dando all'album però solo 3 stelle su 5. Il New York Times scrisse che l'album era «un ritorno alla sperimentazione elettro-pop di Damita Jo» aggiungendo che «questo album dovrebbe ricordare agli ascoltatori che la signora Jackson ha contribuito a inventare il suono ibrido R&B elettronico che attualmente regna nelle classifiche pop».
L'album debuttò alla numero 1 negli Stati Uniti con 181 000 copie vendute, ma a fine promozione vendette solo circa 415 000 copie passando solo 14 settimane in classifica. Quando le vendite dell'album non sono riuscite a soddisfare le aspettative, la cantante ha espresso insoddisfazione nei confronti dell'etichetta, dichiarando che l'Island Records «ha interrotto qualsiasi promozione sull'album» dopo aver pubblicato il primo singolo, Feedback. Un portavoce dell'etichetta discografica ha affermato: «Purtroppo non abbiamo riscontrato i risultati che avremmo voluto con questo nuovo album. Ma rispettiamo e supportiamo Janet». A causa di questi conflitti con l'etichetta discografica, la cantante abbandonò la Island Records dopo aver pubblicato un solo album, decidendo da allora in poi di pubblicare album come artista indipendente.

## Tracce
1. Intro: I.D. – 0:48 (Rodney Jerkins, Dernst Emile)
2. Feedback – 3:38 (Rodney Jerkins, Dernst Emile, Tasleema Yasin, LaShawn Daniels)
3. LUV – 3:10 (Rodney Jerkins, Dernst Emile, Tasleema Yasin, LaShawn Daniels)
4. Interlude: Spinnin – 0:08 (Rodney Jerkins)
5. Rollercoaster – 3:51 (Rodney Jerkins, Theron Thomas, Timothy Thomas)
6. Interlude: Bathroom Break – 0:40 (Rodney Jerkins)
7. Rock with U – 3:51 (Shaffer Smith, Jermaine Dupri, Eric Stamile)
8. 2nite – 4:09 (Phillip "Taj" Jackson, Mikkel S. Eriksen, Tor Erik Hermansen)
9. Can't B Good – 4:13 (Shaffer Smith, David Gough)
10. Interlude: 4 Words – 0:11 (Rodney Jerkins, Janet Jackson)
11. Never Letchu Go – 4:07 (Johntá Austin, Manuel Seal Jr., Rodney Jerkins)
12. Interlude: Truth or Dare – 0:24 (Delisha Thomas, Rodney Jerkins, Dernst Emile, LaShawn Daniels)
13. Greatest X – 4:23 (Christopher Stewart, Terius Nash)
14. Interlude: Good Morning Janet – 0:44 (Rodney Jerkins)
15. So Much Betta – 2:53 (Jermaine Dupri, Crystal Johnson, Manuel Seal Jr.)
16. Interlude: Play Selection – 0:17 (Rodney Jerkins)
17. The 1 (featuring Missy Elliott) – 3:41 (Melissa Elliott, Jermaine Dupri, Crystal Johnson, Manuel Seal Jr.)
18. What's Ur Name – 2:34 (Jermaine Dupri, Crystal Johnson, Manuel Seal Jr.)
19. Interlude: The Meaning – 1:16 (Delisha Thomas, Rodney Jerkins, Dernst Emile, LaShawn Daniels)
20. Discipline – 5:00 (Shea Taylor, Shaffer Smith)
21. Interlude: Back – 0:18 (Rodney Jerkins)
22. Curtains – 3:50 (Rodney Jerkins, LaShawn Daniels, Eric Dawson, Antonio Dixon)

### Edizioni speciali
Dell'album vennero realizzate delle edizioni speciali con canzoni inedite e una versione cartonata con in allegato un DVD con tre documentari sulla creazione dell'album, il video di Discipline e il suo making of:

#### Edizione Speciale (Regno Unito)[24]
Testi e musiche di Chuck Harmony, Ne-Yo.
1. Let Me Know – 3:47

#### Edizione Speciale (Giappone)[25]
1. Let Me Know – 3:47 (Harmony, Ne-Yo)
2. Feedback (Ralphi Rosario Electroshok Radio) – 3:47 (Jerkins, Daniels, Emile, Yasin)

#### Deluxe limited edition bonus DVD[26]
1. The Photo Shoot – 6:36
2. The Recording Studio – 2:22
3. Rehearsal – 6:31
4. The Making of Feedback Video – 10:45
5. Feedback (Video) (diretto da Saam Farahmand)

## Classifiche
| Classifica (2008)              | Posizione | Vendite |
| ------------------------------ | --------- | ------- |
| Australia                      | 16        |         |
| Belgio (Fiandre)               | 46        |         |
| Belgio (Vallonia)              | 43        |         |
| Canada                         | 3         |         |
| Paesi Bassi                    | 28        |         |
| Europa                         | 41        |         |
| Francia                        | 43        |         |
| Germania                       | 38        |         |
| Grecia                         | 23        |         |
| Irlanda                        | 60        |         |
| Italia                         | 58        |         |
| Giappone (Billboard)           | 13        |         |
| Giappone (Oricon)              | 9         | 100.000 |
| Nuova Zelanda                  | 35        |         |
| Norvegia                       | 30        |         |
| Svizzera                       | 9         |         |
| Regno Unito                    | 63        |         |
| Billboard (USA)                | 1         | 310.000 |
| Billboard C.A. (USA)           | 1         | 310.000 |
| Rhythm and blues/hip hop (USA) | 1         | 310.000 |